# Amitié Football Club
Actualités
Amitié Football Club est un club de football sénégalais basé à Thiès qui évolue en Ligue 2. Il a été créé en 1977.

## Histoire
Amitié Football Club créé en 1977 fait partie des clubs de football de Thiès les plus populaires.
En 2018, l'équipe d'Amitié FC est finaliste de la de troisième division sénégalaise de football (National 1) et accède en deuxième division sénégalaise de football (Ligue 2).
Le club connais aujourd'hui une autre dimension avec son rachat en 2022 par l'ancien attaquant international sénégalais Demba Ba.

## Palmarès
- National 1
  - Finaliste en 2018